# Leptokarya (Thesprotia)
Leptokarya (griechisch Λεπτοκαρυά (f. sg.)) ist ein Dorf im Osten der Gemeinde Filiates in der griechischen Region Epirus. Zusammen mit dem Weiler Agia Marina bildet es die östlichst gelegene Ortsgemeinschaft der Gemeinde.

## Geographie
Leptokarya liegt in einem gebirgigen Gebiet, drei Kilometer entfernt von der Ethniki Odos 6, auf der Höhe von Vrosyna (Βροσύνα). Ioannina ist 45 km entfernt.
Die umfangreiche Gemarkung des Ortes grenzt im Norden an Mourgana (Μουργκάνα), im Westen an das Velouna-Gebirge (όρη Βελούνα), den Prophiti Elia Malouniou (Προφήτη Ηλία Μαλουνίου) und Vlachoritikos (Βλαχωρίτικο), im Süden an das Souli-Gebirge (όρη Σούλι) und im Osten an den Olytsikas den Kalochorios (Καλοχωρίο) und das Pindos-Gebirge, sowie die Kasidiari (όρη Κασιδιάρη) und Nemertzika (Νεμέρτζικα).

## Verwaltungsgliederung
Leptokarya wurde 1919 als Landgemeinde (Κοινότητα Λεπτοκαρυάς) der Präfektur Ioannina anerkannt. Durch Abtrennung von der Präfektur Ioannina gelangte Leptokarya 1949 zur Präfektur Thesprotia. Die Siedlung Agia Marina wurde 1961 und Agia Varvara 1991 als Siedlungen anerkannt. Nach der Gemeindereform 1997 wurde Leptokarya mit weiteren 41 Landgemeinden nach Filiates eingemeindet. Diese wiederum wurde durch die Verwaltungsreform 2010 mit Sagiada fusioniert. Seither hat Leptokarya den Status einer Ortsgemeinschaft.
Bevölkerungsentwicklung von Leptokarya
| Name        | griechischer Name | 1913 | 1920 | 1928 | 1940 | 1951 | 1961 | 1971 | 1981 | 1991 | 2001 | 2011 |
| ----------- | ----------------- | ---- | ---- | ---- | ---- | ---- | ---- | ---- | ---- | ---- | ---- | ---- |
| Leptokarya  | Λεπτοκαρυά        | 271  | 207  | 229  | 231  | 365  | 180  | 124  | 137  | 183  | 276  | 193  |
| Agia Marina | Αγία Μαρίνα       |      |      |      |      |      | 064  | 036  | 028  | 056  | 028  | 011  |
| Gesamt      | Gesamt            | 271  | 207  | 229  | 231  | 365  | 244  | 160  | 165  | 258* | 304  | 204  |

* einschließlich 19 Einwohner Agia Varvara